# Pinnixa vanderhorsti
Pinnixa vanderhorsti is een krabbensoort uit de familie van de Pinnotheridae. De wetenschappelijke naam van de soort is voor het eerst geldig gepubliceerd in 1922 door Rathbun.